# Abenezra (cratera)
Abenezra é uma cratera localizada em regiões montanhosas e ásperas na seção sul-central da Lua. Ela é nomeada assim em homenagem ao sábio sefardita judeu, astrônomo e astrólogo Abraão ibn Ezra. Ela está ligada ao longo da borda sudeste à cratera Azophi. A nordeste fica a cratera Geber, e mais longe ao sudeste está a maior Sacrobosco.
A borda de Abenezra tem uma forma visivelmente poligonal, com segmentos da parede desiguais. As paredes internas são escalonadas, o solo é irregular e em serrania. Essas serranias formam padrões não-usuais, sinuosos através do chão. A cratera se localiza na parte leste de outra formação do tipo cratera, chamada Abenezra C.

## Crateras-Satélite
Por  convenção essas formações são identificadas em mapas lunares por posicionamento da letra no local do ponto médio da cratera que é mais próximo de Abenezra.
| Abenezra | Latitude | Longitude | Diâmetro |
| -------- | -------- | --------- | -------- |
| A        | 22.8° S  | 10.5° E   | 23 km    |
| B        | 20.8° S  | 10.1° E   | 14 km    |
| C        | 21.3° S  | 11.1° E   | 44 km    |
| D        | 21.7° S  | 9.7° E    | 8 km     |
| E        | 21.4° S  | 9.4° E    | 14 km    |
| F        | 21.5° S  | 10.3° E   | 7 km     |
| G        | 20.5° S  | 11.0° E   | 5 km     |
| H        | 21.1° S  | 12.8° E   | 4 km     |
| J        | 19.9° S  | 10.7° E   | 5 km     |
| P        | 19.9° S  | 9.9° E    | 44 km    |

### Obras em língua portuguesa
- Freitas Mourão, Ronaldo Rogério de (2008). Dicionário Enciclopédico de Astronomia e Astronáutica. Lexicon. ISBN 9788586368356

### Obras em língua inglesa
- Andersson, L. E.; Whitaker, E. A., (1982). NASA Catalogue of Lunar Nomenclature. [S.l.]: NASA RP-1097
- Blue, Jennifer (25 de julho de 2007). «Gazetteer of Planetary Nomenclature». USGS. Consultado em 5 de agosto de 2007
- B. Bussey; P. Spudis (2004). The Clementine Atlas of the Moon. New York: Cambridge University Press. ISBN 0-521-81528-2
- Cocks, Elijah E.; Cocks, Josiah C. (1995). Who's Who on the Moon: A Biographical Dictionary of Lunar Nomenclature. [S.l.]: Tudor Publishers. ISBN 0-936389-27-3
- McDowell, Jonathan (15 de julho de 2007). Lunar Nomenclature (Relatório). Jonathan's Space Report. Consultado em 24 de outubro de 2007
- Menzel, D. H.; Minnaert, M.; Levin, B.; Dollfus, A.; Bell, B. (1971). «Report on Lunar Nomenclature by The Working Group of Commission 17 of the IAU». Space Science Reviews. 12. 136 páginas
- Moore, Patrick (2001). On the Moon. [S.l.]: Sterling Publishing Co. ISBN 0-304-35469-4
- Price, Fred W. (1988). The Moon Observer's Handbook. [S.l.]: Cambridge University Press. ISBN 0521335000
- Rükl, Antonín (1990). Atlas of the Moon. [S.l.]: Kalmbach Books. ISBN 0-913135-17-8
- Webb, Rev. T. W. (1962). Celestial Objects for Common Telescopes 6th revision ed. [S.l.]: Dover. ISBN 0-486-20917-2
- Whitaker, Ewen A. (1999). Mapping and Naming the Moon. [S.l.]: Cambridge University Press. ISBN 0-521-62248-4
- Wlasuk, Peter T. (2000). Observing the Moon. [S.l.]: Springer. ISBN 1852331933